# La espiral eterna
La espiral eterna (la spirale éternelle en espagnol) est une œuvre pour guitare seule écrite par le compositeur cubain Leo Brouwer en 1971.

## Histoire
Cette œuvre entre dans la phase d'avant-garde du compositeur. Elle se fonde sur trois notes chromatiques qui se développent de manière circulaire.
Elle se divise en cinq sections, la dernière reprenant des éléments de la première sous forme d'épilogue.
Elle met en œuvre des techniques nouvelles pour la guitare : le demi-arpège, le pizzicato à la manière de Béla Bartók, ou encore des notes indéterminées.
Leo Brouwer avait déjà utilisé la forme circulaire pour des œuvres précédentes telles que sa Fugue no 1 de 1957 et Elogio de la Danza (1964), puis pour El rito de los orishas (1993).

## Discographie
- Leo Brouwer, Musique Contemporaine Pour Guitare, Deutsche Grammophon, 1973
- Oscar Cáceres, Leo Brouwer par Oscar Cáceres, Erato, 1973
- Sharon Isbin, Classical Guitar Vol. II Bach Britten Brouwer, Sound Environment Recording, 1979
- Olivier Bensa, Interprète Leo Brouwer, Le Chant du monde, 1984
- Elena Papandreou, Brouwer – Guitar Music, Vol. 2, Naxos, 2001
- Leo Brouwer, Rara, Deutsche Grammophon, 2002